# Lavelanet
Lavelanet è un comune francese di 6 944 abitanti (2009) situato nel dipartimento dell'Ariège nella regione dell'Occitania.
Il nome del comune deriva dalla parola latina avellana: nocciola.

## Società

### Evoluzione demografica
Abitanti censiti